# Спільне (село)
Спі́льне — село в Україні, у Новгородківській селищній громаді Кропивницького району Кіровоградської області. Населення становить 121 осіб.

## Географія
Селом тече Балка Волова.

## Населення
Згідно з переписом УРСР 1989 року чисельність наявного населення села становила 160 осіб, з яких 69 чоловіків та 91 жінка.
За переписом населення України 2001 року в селі мешкали 122 особи. 100 % населення вказало своєю рідною мовою українську мову.